# L. E. Den Dooren de Jong
L. E. Den Dooren de Jong (1890-1980) fue un micólogo, y bacteriólogo neerlandés.

## Algunas publicaciones

### Libros
- martinus willem Beijerinck, g. van Iterson (Jr.), l.e. den Dooren de Jong, a.j. Kluyver. 1921. Verzamelde geschriften (Obras completas). 350 pp.
- gerrit Van Iterson (Jr.), l.e. Den Dooren de Jong, albert jan Kluyver. 1940. Martinus Willem Beijerinck: his life and his work. 193 pp.
- 1951. Mieroben als vrienden en vijanden van de mens: microbiologie voor een ieder die kennis wil nemen van de gedragslijnen der bacteriën, schimmels, gisten en protozoën en van hun betekenis voor de huishouding der natuur, voor de gistings-, conserven- en zuivelindustrieën voor de landbouw, voor water ... (Mieroben como amigos y enemigos del hombre: Microbiología para cualquier persona que quiera conocer las políticas de bacterias, hongos, levaduras y protozoarios y su importancia para la economía de la naturaleza, para la fermentación, envasado, e industrias lecheras, en la agricultura , para el agua) Ed. Nelissen. 300 pp.
- 1953. De revolutie in de geneeskunde verwekt door chemotherapeutica en antibiotica: samenvatting van de voordrachten gehouden in het 2e deel van de Artsencursus 1952-1953. 69 pp.

- La abreviatura «Den Dooren» se emplea para indicar a L. E. Den Dooren de Jong como autoridad en la descripción y clasificación científica de los vegetales.[1]